# Sophus Michael Gjellerup
Sophus Michael Gjellerup, född den 22 augusti 1838, död den 24 november 1910, var en dansk historiker. Han var bror till arkitekten Albert Gjellerup och halvbror till författaren Karl Gjellerup. 
Gjellerup, som sedan 1879 var anställd vid universitetsbiblioteket, var mycket kunnig i dansk adels-, kyrko- och undervisningshistoria på 1500- och 1600-talen. Åren 1868–1870 skrev han Biskop Jens Dinesen Jersin, ett litet, men viktigt bidrag till tidens samhällshistoria; dessutom kan nämnas hans Bemærkninger om Samfundsforholdene, især Opdragelsen, hos den danske Adel i Tidsrummet 1536–1660 (Historisk Tidsskrift, 1873). Åren 1874–1875 utgav han tillsammans med C.F. Bricka en samling likpredikningar under titeln Den danske Adel i 16. og 17. Aarhundrede, 1. Bind.